# Xã Hayland, Quận Divide, Bắc Dakota
Xã Hayland (tiếng Anh: Hayland Township) là một xã thuộc quận Divide, tiểu bang Bắc Dakota, Hoa Kỳ. Năm 2010, dân số của xã này là 21 người.